# 選奏

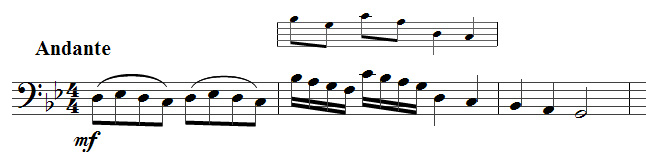
第二小節上方有一較小的小節，是為選奏，而採用選奏時則不會奏出第二小節

選奏為一樂段，用以替代原有的旋律，演奏此曲時則在選奏和原有旋律中任擇其一。選奏可以是由作曲家自己加，也可以是由出版商所加（例：蕭邦第一首敘事曲）。
選奏的術語Ossia源於義大利語o sia，意指「或是它」。
美聲唱法中已經常地使用選奏以提供一個更富裝飾性的唱法，浪漫主義音樂作曲家如弗朗茨·李斯特也常用選奏以提供自己作品不同的變種。

## 作用
選奏有如下作用：
1. 簡化一段旋律
2. 令一樂段更易演奏
3. 提升一樂段所需的技術
4. 在原有的旋律中加入變化
5. 提供不同的演奏方法（如指法），以幫助學習
6. 顯示不同版本的樂段
7. 因抄寫及打印樂譜時或有錯漏，因此出版商會在疑是錯漏的地方提供自己的版本
8. 因樂器所限，有些樂段未能被奏出而需尋求替代樂段